# Concert européen

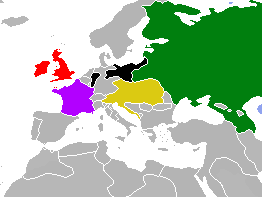
Les cinq grandes puissances européennes en 1840 :
Royaume-Uni de Grande-Bretagne et d'Irlande
Royaume de France
Royaume de Prusse
Empire d'Autriche
Empire de Russie

Le Concert européen, également connu sous le nom de système du congrès de Vienne, est l'équilibre des puissances faisant suite, depuis 1815, aux décisions et rencontres des grandes puissances européennes lors du congrès de Vienne. Il est initialement le fait de la Quadruple-Alliance de 1815 (l'empire d'Autriche, le royaume de Prusse, l'empire de Russie et le Royaume-Uni de Grande-Bretagne et d'Irlande) dirigée contre la France avant que le royaume de France ne rejoigne la Sainte-Alliance en 1818. La diplomatie de cette pentarchie permet au continent européen de se transformer profondément (fort développement économique issu de la révolution industrielle) dans une paix relative qui perdure depuis la fin des guerres napoléoniennes jusqu'au déclenchement de la Première Guerre mondiale.

## XVIIIesiècle
À la suite de la guerre de succession d'Autriche et de la guerre de Sept Ans, la Prusse s'était imposée dans les années 1760 comme cinquième grande puissance en Europe. Cela mettait fin à la position dominante que la France exerçait en Europe depuis 1659, bien qu'elle demeurât la puissance la plus forte. Désormais, aucune des cinq puissances n'était, à elle seule, suffisamment forte pour dominer les autres, ce qui consolida la paix en Europe, au moins jusqu'à l'avènement de la Révolution française et aux guerres napoléoniennes. Toutefois, l'apparition d'une véritable pentarchie dès la fin du XVIIIe siècle est fort contestée, car les cinq grandes puissances n'étaient pas encore tout à fait sur un pied d'égalité. La France, notamment, restait de loin la plus forte puissance militaire, alors que la Prusse était la moins importante des grandes puissances. Mais si la rivalité franco-habsbourgeoise a marqué l'Europe jusqu'en 1750, avec le renversement des alliances, le dualisme prusso-autrichien et l'inimitié héréditaire franco-allemande, enflée par une propagande féroce, devinrent dès lors déterminants pour l'Europe centrale.

## XIXesiècle

### Genèse

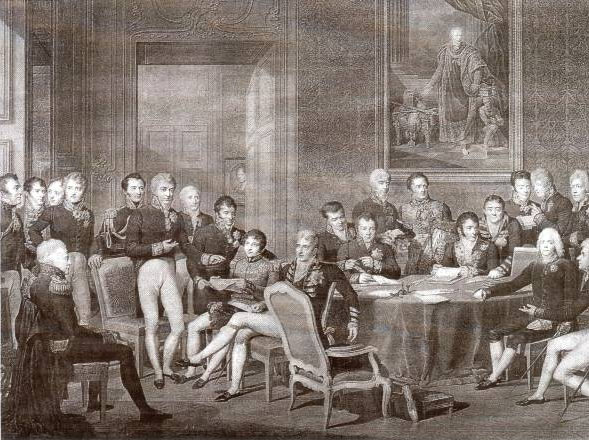
Congrès de Vienne, 1815 ; gravure

Le terme de Concert européen comme système politique international se réfère essentiellement à la première moitié du XIXe siècle. On entend par là le système instauré par le Congrès de Vienne (1815), qui a été en vigueur jusqu'en 1853. Après les guerres napoléoniennes, les quatre puissances victorieuses s'entendirent au congrès de Vienne sur des dispositions devant défendre le statu quo. La Grande-Bretagne, la Russie, l'Autriche et la Prusse pensaient ici à se protéger contre la France, où l'on suspectait encore des tendances révolutionnaires. La Russie, l'Autriche et la Prusse formèrent à cet effet une Sainte-Alliance, pour imposer le principe monarchique, par opposition à l'État national moderne, que la France révolutionnaire avait préconisé.
Mais rapidement, on vit s'établir un système où la France et les quatre puissances victorieuses s'unissaient en une pentarchie pour maintenir le statu quo. Il s'agissait d'empêcher des guerres entre les grandes puissances, mais aussi d'éviter qu'une de ces puissances ne s'élargît en conquérant ou annexant un plus petit pays européen. Cela eût compromis l'équilibre souhaité. Enfin, la pentarchie se proposait de combattre les soulèvements révolutionnaires, libéraux ou sociaux dans les pays européens. On en trouve un parallèle dans la Confédération germanique (1815-1866), qui réprimait ces soulèvements en Allemagne.

### Exemples d'interventions
- En 1823, à la suite d'un soulèvement populaire conduit par les libéraux et imposant une constitution, la France mène en Espagne une campagne afin de rétablir le roi Ferdinand VII sur son trône. L'Espagne redevient une monarchie absolue[8].
- Lors de la deuxième guerre égypto-ottomane (1839–1840), les grandes puissances interviennent pour mettre en échec les ambitions impériales de l'Égypte et prévenir l'effondrement de la puissance ottomane. C'est notamment un objectif de la France[9].
- Lors de la révolution belge (1830), où plusieurs provinces du Sud du royaume se soulèvent contre le roi des Pays-Bas Guillaume Ier et prononcent leur sécession, la France songe à annexer la partie francophone, mais y renonce devant l'objection de la Grande-Bretagne[10].
- En 1849, grâce à l'apport de renforts russes, les armées impériales autrichiennes écrasent le mouvement indépendantiste hongrois s'opposant à la domination autrichienne[11].
- De 1848 à 1851, le Danemark réprime le mouvement nationaliste allemand dans les duchés de Schleswig et de duché de Holstein (Première guerre de Schleswig). Sous la pression de la Grande-Bretagne, la Prusse doit retirer son soutien à l'insurrection allemande dans les deux duchés et le traité de Londres (1852), signé par les cinq grandes puissances, maintient le statu quo[12].
- En 1863–1864, après l'échec de la constitution de l'État unitaire, le Danemark inclut le Schleswig dans le champ d'application de la constitution de novembre, mais exclut le Holstein, enfreignant ainsi les dispositions du traité de Londres de 1852 concernant l'État unitaire. L'intercession des grandes puissances entre le Danemark et la Prusse échoue à la conférence de Londres en 1864. La guerre des Duchés entre la Prusse et le Danemark mène à un condominium administré temporairement par les puissances victorieuses, l'Autriche et la Prusse. Cette dernière annexera ces territoires en 1866[13].

### Dissolution du système
Le système du congrès de Vienne avait déjà surmonté plusieurs crises lorsque la guerre de Crimée (1853–1856) éclata. Elle commença comme un nouveau conflit entre la Russie et la Turquie. Mais les puissances occidentales vinrent en aide à l'Empire ottoman, s’opposant ainsi à la Russie. Après des années de combats, notamment sur la presqu'île russe de Crimée, la guerre se termina par le rétablissement du statu quo, la Russie devant renoncer aux principautés danubiennes vassales de l'Empire ottoman (situées sur le territoire actuel de la Roumanie) qu'elle avait occupées et accepter des restrictions concernant sa flotte.
Le tsar de Russie était ainsi évincé du concert de la pentarchie et l'on abandonnait le principe d'un maintien du statu quo assuré par tous les acteurs. Les relations entre l'Autriche et la Russie s'en trouvaient durablement compromises et la question du partage des Balkans redevenait pomme de discorde. La Prusse, par contre, était restée neutre dans la guerre et se rapprochait ainsi de la Russie, tandis que la Prusse et l'Autriche prenaient réciproquement leurs distances. Cela devait d'ailleurs se confirmer lors de guerres ultérieures. Trois guerres opposant des grandes puissances survinrent dans les années 1860, lesquelles allaient modifier durablement le système de la pentarchie et le paysage politique européen. Elles donnèrent naissance à deux nouveaux États nationaux, l'Italie et l'Allemagne. Deux de ces guerres opposèrent la France, l'Autriche et la Prusse.

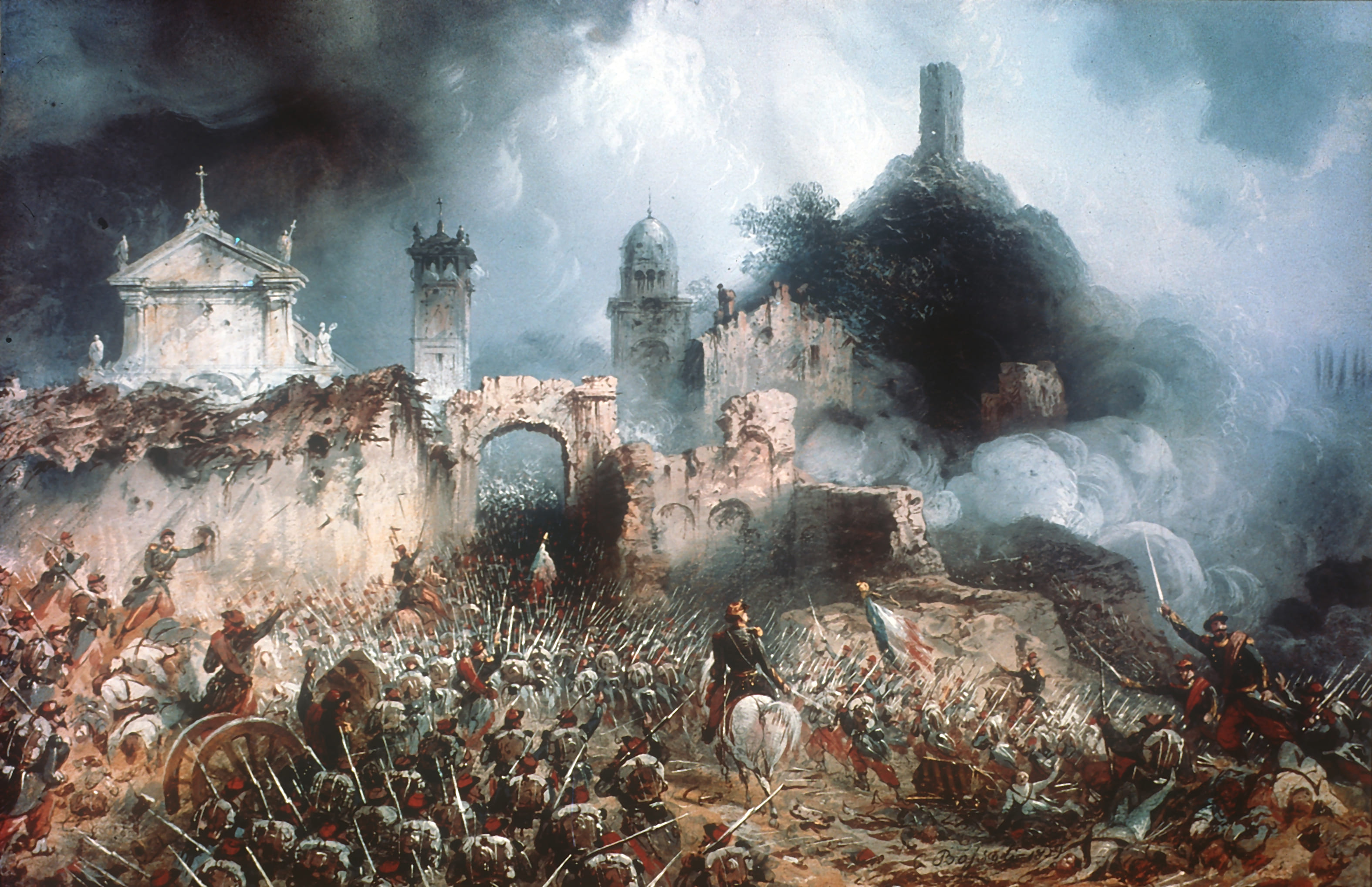
La bataille de Solférino, 1859.

La guerre de Sardaigne (1859) vit s'affronter les armées de l'Empire français et du royaume de Sardaigne à celles de l'empire d'Autriche. Elle avait été provoquée par le royaume de Sardaigne dans le but de conquérir des territoires italianophones de l'Autriche. Sa conclusion favorable aux Italiens permit la réunion de la Lombardie au royaume de Sardaigne. La France comme l'Autriche sortirent affaiblies du conflit, mais la Sardaigne céda la Savoie et le comté de Nice à la France. Napoléon III avait cru pouvoir prendre le contrôle des Provinces-Unies d’Italie centrale, mais celles-ci s'unirent en 1860/1861 avec la Sardaigne et l’Italie du Sud pour former le royaume d'Italie.
Napoléon III commit une erreur semblable en 1865, lorsqu'il encouragea le ministre-président de Prusse, Otto von Bismarck à entrer en conflit avec l'Autriche. Ici aussi, il espérait se ménager une influence sur les États allemands et obtenir pour sa bienveillante neutralité certains territoires de l'Allemagne occidentale, comme par exemple le Luxembourg. La guerre austro-prussienne, en été 1866, se termina d'une manière étonnamment expéditive par une victoire de la Prusse. Celle-ci prit le contrôle de toute l'Allemagne du Nord, par annexion ou par intégration dans la Confédération de l'Allemagne du Nord, et, de partenaire mineur, elle devint l'adversaire principal de la France.
Après plusieurs crises diplomatiques franco-prussiennes, dont celle du Luxembourg en 1867, la France déclara la guerre à la Prusse le 19 juillet 1870. Contre toute attente de la part de la France, les États du sud de l'Allemagne s'engagèrent aux côtés de la Prusse dans la guerre franco-allemande. Avant que cette guerre ne s'achevât, lesdits États adhérèrent à la Confédération de l'Allemagne du Nord, donnant naissance en 1871 à l'Empire allemand.
En l'espace de quelques années, la Prusse, ou désormais l'Allemagne, avait supplanté la France comme puissance européenne semi-hégémonique entre l'Empire britannique et la Russie. L'Autriche, devenue Autriche-Hongrie par le Compromis austro-hongrois en 1867, était tout au plus une grande puissance de seconde catégorie. En même temps, l'Italie accédait au rang de (sixième) grande puissance. Par la suite, plusieurs systèmes d'alliances antagonistes se constituèrent entre les grandes puissances, puis l'impérialisme (1870–1914) naissant attisa de nouvelles rivalités.